# Anna Margaret
Anna Margaret (Nacida como Anna Margaret Collins, el 12 de junio de 1996 en Lecompte, Louisiana, Estados Unidos) es una cantante y actriz estadounidense. Hizo su debut como cantante en el 2010 en la película original de Disney Channel Starstruck, cantando las canciones Something About The Sunshine y New Boyfriend para la banda sonora de la película.

## Historia
Anna Margaret nació en Lecompte, Louisiana. Su familia está compuesta por su madre, Amy Lee, su padre Tim Collins, sus hermanas Payton,Katelyn y Valentina y su hermano Ross . Desde que tenía seis años, actuó en shows de talento y acudió a clases de canto. Su familia se mudó varias veces para que pudiera participar en audiciones y así actuar en la TV, esperando hacerse un hueco en el mundo de la música. Unos de los lugares donde ha vivido incluyen a Nueva Orleans, Dallas y Los Angeles, donde reside actualmente.
Margaret tuvo que renunciar a la gimnasia competitiva, para poder seguir adelante con su carrera musical. . Además practica surf, baloncesto y equitación.
Ha estado en anuncios televisivos de McDonald's junto con la ex-actriz de comerciales Andrea Salinas Rivera cuando eran más jóvenes, juntas fueron parte de un partido de baseball en donde cantaron el himno nacional en 2011. Margaret fue una portavoz de American Girl y también participó en un American Girl Fashion Show, para apoyar al Children's Hospital de Los Angeles. Ha realizado múltiples trabajos de impresión. En cuanto a su carrera como actriz, ronda sobre la actuación en Disney Channel y sus películas.
Es una de las protagonistas de "Bee good to Eddie Lee". Participando en otros programas.
Destaca sobre de todo por su participación en películas como Starstruck, cantando "Something About The Sunshine" y "New Boyfriend". Tras estos trabajos sacó el sencillo "Speechless" que contiene un video musical de 1:30. A su vez participó en la película Hermano Abeja, cantando "Girl Thing" la sintonía principal de la película y también lanzada como single. Un año más tarde, tras caer en el olvido para muchos, volvió a reaparecer en la banda sonora de Shake It Up cantando junto con Nevermind "All Electric". En verano de 2010 participó en la canción I Wanna Goen una promoción de verano de Disney Channel. Hasta ahora Anna, tiene su propio club de fanes, a pesar de tener pocos singles y no tener ningún disco. Su fama se la debe a Disney, los que acertaron con su talento y su calidad de voz, actualmente está casada con Torey Ray.

## Discografía
Singles
- Something About The Sunshine 2010 Hollywood Records. Banda Sonora de StarStruck
- New Boyfriend 2010 Hollywood Records; Banda Sonora de StarStruck.
- Girl Thing 2010 de la película Hermano Abeja.
- Speechless 2010 Hollywood Records; Album Speechless.
- I Wanna Go 2010 Promoción Verano Disney Channel.

Otras Canciones
- All Electric 2011 Hollywood Records; Soundtrack de Shake It Up "Break It Down" Ft. Adam Hicks